# Bellator 63
 Bellator LXIII  foi um evento de artes marciais mistas organizado pelo Bellator Fighting Championships, ocorrido em 30 de março de 2011 no Mohegan Sun Arena em Uncasville, Connecticut. O evento foi transmitido ao vivo na MTV2.

## Background
O evento contou com as quartas de final do Torneio de Meio Médio da Sexta Temporada do Bellator.
War Machine era esperado para enfrentar Karl Amoussou nas quartas de final do Torneio de Meio Médios. Porém, War Machine recebeu sentença de prisão e foi forçado a se retirar da luta e do torneio.
Brian Foster era esperado para enfrentar David Rickels nas quartas de final do torneio de meio médios, porém não foi medicamente liberado para participar do evento. Para enfrentar Rickels foi chamado o estreante Jordan Smith.